# Памятник Аркадию Пластову
Памятник Аркадию Пластову — памятник в Ленинском районе города Ульяновска. Посвящён Пластову Аркадию Александровичу, советскому художнику-живописцу. Народному художнику СССР (1962). Академику АХ СССР. Лауреату Ленинской премии (1966) и Сталинской премии первой степени (1946).

## История
Памятник Аркадию Пластову в Ульяновске, согласно Постановлению СМ СССР № 37 от 12.01.1973 г. «Об увековечении памяти народного художника СССР А. А. Пластова», должен был быть установлен ещё в 1970-е гг. Но памятник художнику был установлен и торжественно открыт 31 января 2003 года, в честь 110-летия со дня рождения Аркадия Александровича Пластова.

## Описание
Памятник Аркадию Пластову расположен по адресу: г. Ульяновск, бульвар Пластова, на стыке улиц Спасская и Радищева.
Автор скульптурной композиции — советский и российский скульптор, вице-президент Российской академии художеств Бичуков Анатолий Андреевич и художник Никас Сафронов.
Монумент представляет собой, реалистично созданную скульптором, бронзовую фигуру известного художника с кистью в правой и палитрой в левой руке. Надпись на постаменте памятника гласит: «Великому русскому художнику Аркадию Александровичу Пластову».

Памятник Аркадию Пластову.
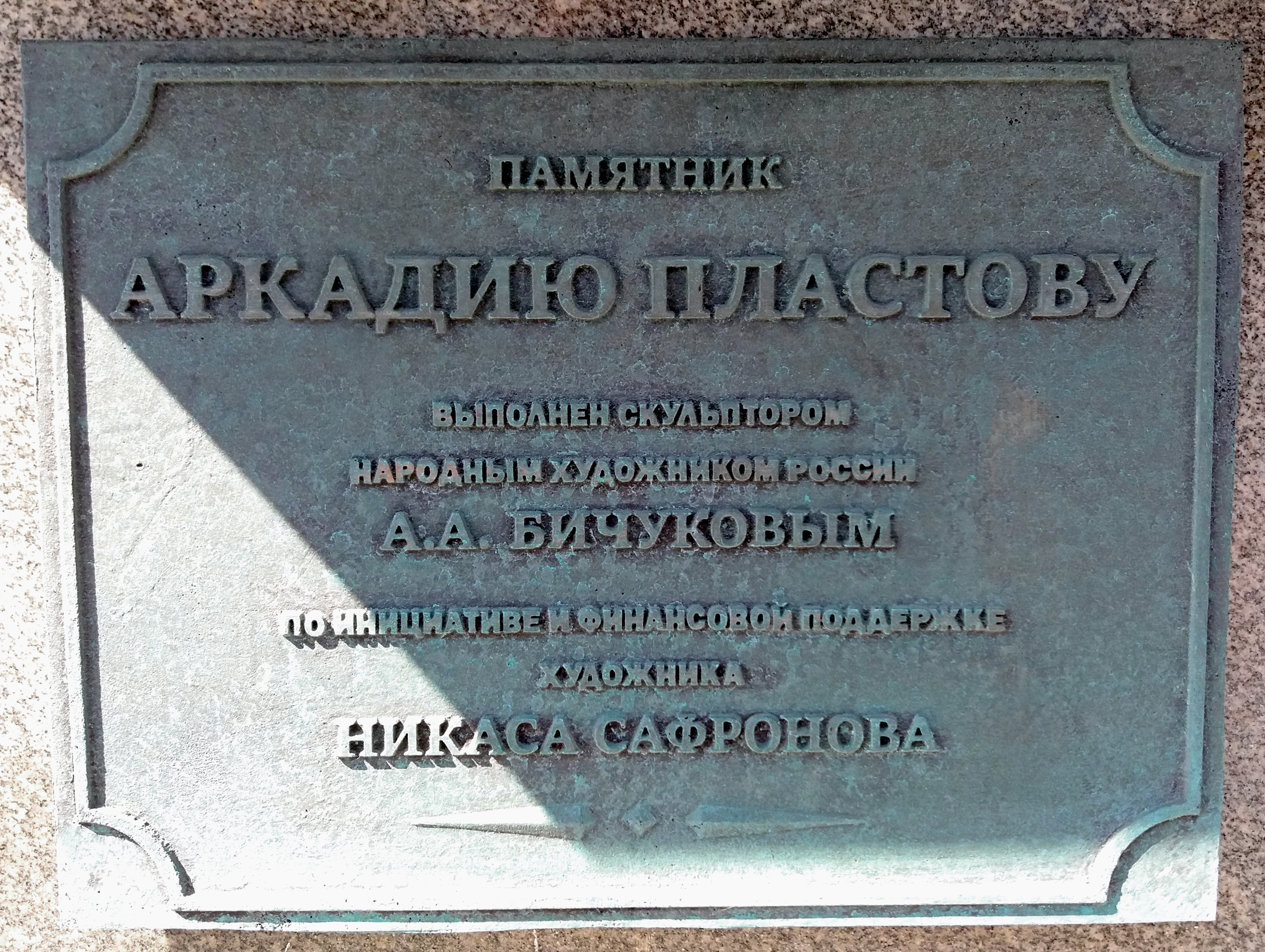
Памятная доска на памятнике Аркадию Пластову.